# Siegfried Erbslöh
Siegfried Erbslöh (* 23. Juni 1888 in Düsseldorf; † 27. Januar 1968 in Wiesbaden) war ein deutscher Unternehmer.

## Leben
Erbslöh war Sohn des Unternehmers Carl Hugo Erbslöh, Gründer der Erbslöh & Co., Geisenheimer Kaolinwerke. Er studierte Chemie, Volkswirtschaft und Bergbau an der Technischen Hochschule Darmstadt sowie an der Bergakademie und der Universität Berlin. Zur Aneignung praktischer kaufmännischer Kenntnisse ging er in die Vereinigten Staaten und nach Kanada. Während des Ersten Weltkriegs diente er als Offizier bei der Feldartillerie. 1921 übernahm er von seinem Vater das familieneigene Werk und baute es zu einem international bekannten Unternehmen aus. Zusätzliche Produktionsstätten in Lohrheim, Alpenrod, Oberwinter und Landshut entstanden.
Von 1947 bis 1954 war er Präsident der Industrie- und Handelskammer Wiesbaden. Außerdem war er Mitglied der Synode der Evangelischen Kirche in Hessen und Nassau.

## Ehrungen
- 1953: Verdienstkreuz (Steckkreuz) der Bundesrepublik Deutschland
- Ehrenpräsident der Industrie- und Handelskammer Wiesbaden